# Acalypha dikuluwensis
Acalypha dikuluwensis foi uma espécie de flor do gênero Acalypha, pertencente à família Euphorbiaceae. Endêmica da região de Catanga na República Democrática do Congo, a Lista Vermelha da IUCN de espécies ameaçadas a declarou como extinta em 2012. Nenhum espécime foi encontrado após 1959.